# One Night Only (Bee Gees)
One Night Only è un album dal vivo del gruppo musicale britannico dei Bee Gees, pubblicato il 7 settembre 1998 dall'etichetta discografica Polydor Records.

## Tracce
Testi e musiche di Barry Gibb, Robin Gibb e Maurice Gibb, eccetto dove indicato.
1. Intro: You Should Be Dancing/Alone – 5:47
2. Massachusetts – 2:32
3. To Love Somebody – 3:10 (Barry Gibb, Robin Gibb)
4. Words – 3:27
5. Closer Than Close – 3:30
6. Islands in the Stream – 3:47
7. (Our Love) Don't Throw It All Away (feat. Andy Gibb) – 3:52 (Barry Gibb, Blue Weaver)
8. Night Fever/More Than a Woman – 3:26
9. Lonely Days – 3:44
10. New York Mining Disaster 1941 – 2:15 (Barry Gibb, Robin Gibb)
11. I Can't See Nobody – 1:30 (Barry Gibb, Robin Gibb)
12. And the Sun Will Shine – 1:54
13. Nights on Broadway – 1:05
14. How Can You Mend a Broken Heart – 3:27 (Barry Gibb, Robin Gibb)
15. Heartbreaker – 1:05
16. Guilty – 2:21
17. Immortality (feat. Céline Dion) – 4:46
18. Tragedy – 4:28
19. I Started a Joke – 2:48
20. Grease (feat. Frankie Valli) – 2:43 (Barry Gibb)
21. Jive Talkin' – 4:19
22. How Deep Is Your Love – 3:54
23. Stayin' Alive – 3:59
24. You Should Be Dancing – 4:12

## Classifiche

### Classifiche settimanali
| Classifica (1998-13) | Posizione massima |
| -------------------- | ----------------- |
| Australia            | 1                 |
| Austria              | 1                 |
| Belgio (Fiandre)     | 36                |
| Belgio (Vallonia)    | 14                |
| Francia              | 5                 |
| Germania             | 5                 |
| Irlanda              | 8                 |
| Italia               | 87                |
| Norvegia             | 3                 |
| Nuova Zelanda        | 1                 |
| Paesi Bassi          | 1                 |
| Regno Unito          | 4                 |
| Stati Uniti          | 72                |
| Svezia               | 18                |
| Svizzera             | 2                 |

### Classifiche di fine anno
| Classifica (1998) | Posizione |
| ----------------- | --------- |
| Austria           | 13        |
| Belgio (Vallonia) | 99        |
| Germania          | 71        |
| Nuova Zelanda     | 1         |
| Regno Unito       | 17        |
| Svizzera          | 27        |
| Classifica (1999) | Posizione |
| Australia         | 2         |
| Francia           | 63        |
| Nuova Zelanda     | 6         |
| Paesi Bassi       | 12        |
| Regno Unito       | 61        |
| Stati Uniti       | 168       |